# 4606 Saheki
4606 Saheki è un asteroide della fascia principale. Scoperto nel 1987, presenta un'orbita caratterizzata da un semiasse maggiore pari a 2,2512991 UA e da un'eccentricità di 0,1025913, inclinata di 2,63028° rispetto all'eclittica.